# Bertl Göttl

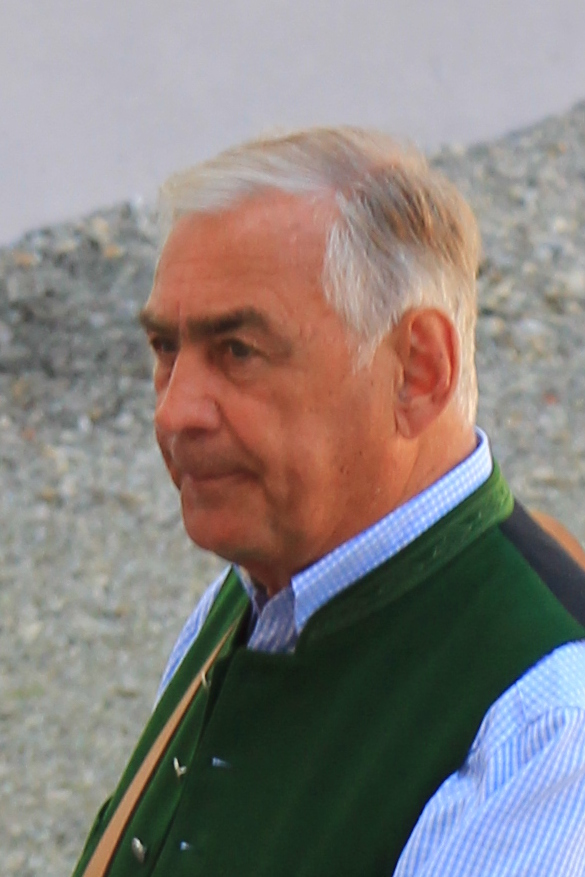
Bertl Göttl (2016)

Bertl Göttl (* 1. Oktober 1942 in Gmünd in Kärnten) ist ein österreichischer Fernseh- und Rundfunkmoderator und ehemaliger Politiker (ÖVP) sowie Landwirtschaftslehrer. Er war von 1986 bis 1991 Landesrat in der Salzburger Landesregierung.

## Leben
Bertl Göttl besuchte von 1948 bis 1952 die Volksschule in Öblarn in der Steiermark. Er wechselte 1952 an die Hauptschule in Radstadt, die er 1956 abschloss, und begann danach eine landwirtschaftliche Lehre in der Ökonomieverwaltung von Schloss Gstatt in Öblarn. 1958 setzte er seine Schulbildung an der Höheren Bundeslehranstalt für alpenländische Landwirtschaft in Raumberg-Trautenfels fort, 1962 legte er die Matura ab. Er absolvierte in der Folge zwischen 1962 und 1963 seinen Präsenzdienst in Salzburg und war im Anschluss von 1963 bis 1998 mit Unterbrechungen Lehrer an der Landwirtschaftsschule Kleßheim. Daneben war er von 1974 bis 1995 ebenfalls mit Unterbrechungen freier Mitarbeiter des ORF Salzburg. Seit 1992 ist Göttl zudem freier Mitarbeiter der Salzburger Nachrichten, wo er eine wöchentliche Kolumne verfasst. Ab 1995 arbeitete er zudem als freier Mitarbeiter des Fernsehsenders Salzburg TV, wo er als Gestalter und Moderator der wöchentlichen Sendung „Hoagascht“, einem Brauchtums-Magazin, aktiv war. Die Sendung Hoagascht wurde 2009 mit Göttl als Moderator vom Fernsehsender ServusTV übernommen. Bei ServusTV moderiert Göttl die regelmäßigen Sendungen Hoagascht und Heimatleuchten sowie „Unterwegs mit Bertl Göttl“, „A g'müatliche Einkehr mit Bertl Göttl“, „Im Salettl mit Bertl Göttl“, „Bertls Reisebegegnungen“ und „Feiertagsgschichten“. Er konzipierte u. a. die Familiensendung „Zeitlos – Schule des Lebens“ mit, die seit 2018 bei ServusTV gezeigt wird. Bertl Göttl wirkte als Autor an mehreren Büchern zum Thema Brauchtum mit.

## Politik und Funktionen
Göttl engagierte sich in der Salzburger Volkspartei von 1989 bis 1991 als Bezirksparteiobmann der Volkspartei im Flachgau und war vom 8. Jänner 1986 bis zum 11. Dezember 1991 als Landesrat Mitglied der Salzburger Landesregierung. Sein Ressort umfasste die Bereiche Agrar, Heimat und Brauchtum, Jagd und Fischerei sowie Kleindenkmäler. Von 1976 bis 1996 wirkte Göttl als Darsteller des „Josef“ beim Salzburger Adventsingen mit.

## Auszeichnungen
- Goldenes Verdienstzeichen des Landes Salzburg (1992)
- Stern von Betlehem, Ehrenzeichen der Volkskultur verliehen vom Verein der Freunde des Salzburger Adventsingens (2004)[4]

## Werke
- Der Salzburger Jahreskreis. Lostage, Kräuter und Heilige. Salzburg 2001
- Von St. Georg bis Kathrein (Videoproduktion)
- Advent und Weihnachten in Salzburg (Videoproduktion)
- Kreuzfahrt im Steinernen Meer (Videoproduktion)
- Erinnerungen – 50 Jahre Salzburger Adventsingen (Videoproduktion)
- Geschichte des Liedes „Stille Nacht“ (Videoproduktion)